# L'Éthiopien
L'Éthiopien est une fable d'Ésope. Elle entre dans la culture populaire au cours de la Renaissance, lorsqu'elle est intégrée dans des livres d'emblèmes. Elle est depuis régulièrement utilisée pour renforcer des attitudes racistes.

## La fable

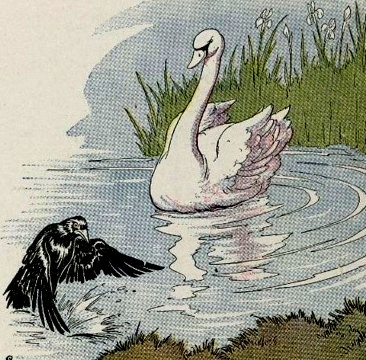
Illustration de la fable « Le corbeau et le cygne » par Milo Winter (1919).

La fable raconte l'histoire du propriétaire d'un esclave noir qui croit que ce dernier a cette couleur parce qu'il a été négligé par son ancien propriétaire. Il essaie donc de blanchir l'esclave en le lavant. Il y met tant de vigueur que l'esclave tombe malade (dans certaines versions, il meurt). Dans une autre version, l'homme est d'origine indienne et se lave lui-même dans une rivière.

## Dans la culture populaire
La plupart des représentations populaires britanniques et américaines de la fable sont plus ou moins offensantes. Ainsi, les paroles de l'opéra comique The Blackamoor Wash'd White (1776) d'Henry Bate Dudley (en) ont été perçues comme véhiculant un stéréotype raciste. En 1805, l'écrivain William Godwin, sous le pseudonyme Edward Baldwin, intègre la fable dans son recueil Fables ancient and modern, adapted for the use of children sous le titre Washing the Blackamoor White. Dans son poème A Black Job, l'humoriste Thomas Hood en fait un faux projet philanthropique pour les Africain, leur permettant « d'y entrer comme un corbeau et d'en sortir comme un cygne »,.
En 1795, Isaac Cruikshank réalise une caricature intitulée Washing the Blackamoor White, mettant en scène Frances Villiers, maîtresse du Prince de Galles George IV du Royaume-Uni, assise dans un fauteuil alors que deux femmes lui lavent son visage, qui a un teint mulâtre. Le prince est à ses pieds, tenant un bassin. Dans une bulle, il dit : « prenez plus d'eau et frottez encore » alors qu'elle demande : « Est-ce que ça semble plus blanc ? ». La femme à droite tient une brosse à poils raides et appuie un savon sur le visage de Villiers.
Le même titre est repris en 1858 dans une bande dessinée du magazine Punch, avec le sous-titre Sir Jung Bahadoor et ses chevaliers du bain, faisant référence à l'anoblissement du dirigeant du Népal comme Chevalier de Grand-croix de l'Ordre du Bain en récompense de son soutien lors de la révolte des cipayes.

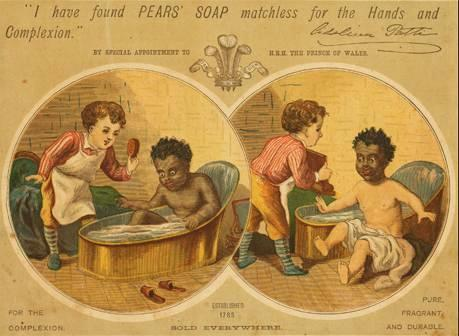
Publicité des savons Pears basée sur la fable (1884).

La fable est également reprise dans une série de publicités des savons Pears (en), montrant d'abord un enfant noir perdant littéralement sa couleur après avoir utilisé le produit (voir l'image ci-contre). La première image du genre a été publiée à Noël 1884, causant un fort impact. Une autre publicité de Noël 1901 montre une mère noire transportant un enfant en crise vers un bain sous l'œil de trois autres enfants, s'exclamant « Oh mon dieu, elle va blanchir ce nègre ! »,.